# Schweizer Cup (Fussball, Männer) 1974/75
Der 50. Schweizer Cup wurde vom 16. Juni 1974 bis zum 31. März 1975 ausgetragen. Titelverteidiger war der Verein FC Sion.

## Der Modus
Es wurde im K.-o.-System gespielt. Im Fall eines Gleichstandes zum Ende der Verlängerung wurde das Spiel auf dem Platz der Gastmannschaft wiederholt. Das Finalspiel fand in Bern statt.

## 1/16-Finals
In den 1/16-Finals spielten erstmals die Mannschaften der Nationalliga A mit:
| Datum             |                 | Ergebnis          |                         |
| ----------------- | --------------- | ----------------- | ----------------------- |
| 21.09.1974, 14:30 | FC Altstätten   | 1:8               | FC St. Gallen           |
|                   | FC Biel-Bienne  | 0:1               | FC Sion                 |
|                   | FC Chiasso      | 0:1               | FC Basel                |
|                   | Étoile Carouge  | 5:1               | Vevey-Sports            |
|                   | FC Gossau       | 0:3 n. V.         | FC Zürich               |
|                   | SC Kriens       | 2:0               | FC Luzern               |
|                   | FC Lengnau      | 0:4               | FC Lausanne-Sport       |
|                   | FC Locarno      | 4:2               | FC Rüti                 |
|                   | FC Fribourg     | 1:1 n. V.         | Neuchâtel Xamax         |
|                   | FC Bern         | 1:6 (Abgebrochen) | Servette FC             |
| 22.09.1974, 14:30 | AC Bellinzona   | 3:1               | FC Lugano               |
|                   | Nordstern Basel | 2:5 n. V.         | FC Winterthur           |
|                   | FC Orbe         | 0:3               | FC Grenchen             |
|                   | FC Solothurn    | 1:2               | CS Chênois              |
|                   | FC Wettingen    | 2:4               | Grasshopper Club Zürich |
|                   | FC Meyrin       | 0:3               | BSC Young Boys          |

Wiederholungsspiel
| Datum             |                 | Ergebnis |             |
| ----------------- | --------------- | -------- | ----------- |
| 02.10.1974, 14:30 | Neuchâtel Xamax | 3:1      | FC Fribourg |
| 16.10.1974, 14:30 | FC Bern         | 0:4      | Servette FC |

Anmerkung
1. ↑  FC Bern angenommener Protest wegen eines technischen Fehlers des Schiedsrichters. Das Spiel wird wiederholt.

## Achtelfinals
| Datum             |                         | Ergebnis  |                   |
| ----------------- | ----------------------- | --------- | ----------------- |
| 15.10.1974, 14:30 | CS Chênois              | 1:0 n. V. | FC Locarno        |
|                   | Grasshopper Club Zürich | 0:0 n. V. | BSC Young Boys    |
| 16.10.1974, 14:30 | Étoile Carouge          | 2:1       | AC Bellinzona     |
|                   | SC Kriens               | 1:2 n. V. | FC Winterthur     |
|                   | FC St. Gallen           | 0:1       | FC Lausanne-Sport |
|                   | FC Sion                 | 1:2       | FC Grenchen       |
|                   | FC Zürich               | 1:3       | FC Basel          |
| 23.10.1974, 14:30 | Neuchâtel Xamax         | 0:0 n. V. | Servette FC       |

Wiederholungsspiel
| Datum             |                | Ergebnis |                         |
| ----------------- | -------------- | -------- | ----------------------- |
| 27.10.1974, 14:30 | BSC Young Boys | 2:1      | Grasshopper Club Zürich |
| 31.10.1974, 14:30 | Servette FC    | 3:1      | Neuchâtel Xamax         |

## Viertelfinals
Hin- und Rückspiele: 30. Oktober und 3. November 1974
|                   | Gesamt |                | Hinspiel | Rückspiel       |
| ----------------- | ------ | -------------- | -------- | --------------- |
| Étoile Carouge    | 2:4    | FC Basel       | 1:2      | 1:2             |
| FC Grenchen       | 2:2    | FC Winterthur  | 2:0      | 0:2 (2:3 i. E.) |
| FC Lausanne-Sport | 3:6    | BSC Young Boys | 1:2      | 2:4             |

Hin- und Rückspiele: 3. und 6. November 1974
|            | Gesamt |             | Hinspiel | Rückspiel |
| ---------- | ------ | ----------- | -------- | --------- |
| CS Chênois | 2:2    | Servette FC | 1:0      | 1:2       |

## Halbfinals
Hin- und Rückspiele: 9. und 11. März 1975
|               | Gesamt |                | Hinspiel | Rückspiel |
| ------------- | ------ | -------------- | -------- | --------- |
| CS Chênois    | 2:6    | FC Basel       | 1:4      | 1:2       |
| FC Winterthur | 2:1    | BSC Young Boys | 2:1      | 0:0       |

## Final
Das Finalspiel fand am 31. März 1975 im Stadion Wankdorf in Bern statt.
| Paarung        | FC Basel – FC Winterthur |
| Ergebnis       | 2:1 n. V. |
| Datum          | 31. März 1975 um 15:00 Uhr |
| Stadion        | Stadion Wankdorf, Bern |
| Zuschauer      | 28.000 |
| Schiedsrichter | Roland Racine (Prilly) |
| Tore           | 1:0 Demarmels (48.) 1:1 Meyer (66.) 2:1 Balmer (115.)                                                                                          |
| FC Basel       | Kunz, Mundschin, Fischli, Ramseier, Stohler, Odermatt, Hasler, Demarmels, Balmer, Hitzfeld, Nielsen (101. Tanner) Cheftrainer: Helmut Benthaus |
| FC Winterthur  | Küng, Rügg, Münch, Bolmann, Fischbach, Wanner, Meili (73. Meier), Grünig, Meyer, Künzli, Risi Cheftrainer: Willy Sommer                        |